# Étienne Balibar
Étienne Balibar (Avallon, 23 april 1942) is een Frans filosoof. Zijn interessegebied ligt vooral in de politieke filosofie. Als leerling van Louis Althusser schreef hij mee (samen met Pierre Macherey, Roger Establet en Jacques Rancière) aan Lire le Capital (1965), een radicale 'structuralistische' herlezing van het werk van Karl Marx door Althusser. Net als bij Althusser is zijn filosofie sterk beïnvloed door de filosofie van Baruch Spinoza. Meer recent werk richt zich op het Europese idee en de gevolgen ervan enerzijds, en het fenomeen van geweld en oorlog anderzijds. In 1987 heeft Balibar gestudeerd en zijn doctoraat Filosofie behaald aan de  Katholieke Universiteit Nijmegen.